# Damaged Lives
Damaged Lives is een Amerikaans-Canadese dramafilm uit 1937 onder regie van Edgar G. Ulmer. Het scenario is gebaseerd op het toneelstuk Les Avariés (1901) van de Franse auteur Eugène Brieux.

## Verhaal
Kaderlid Donald Bradley wordt door zijn baas gevraagd om hem te vergezellen op een feestje. Hij heeft een ernstige relatie, maar tijdens het feestje slaapt hij met de knappe, rijke Elise Cooper en raakt besmet met syfilis. Als zijn vriendin achter de waarheid komt, pleegt ze zelfmoord uit verdriet.

## Rolverdeling
| Acteur            | Personage           |
| ----------------- | ------------------- |
| Diane Sinclair    | Joan Bradley        |
| Lyman Williams    | Donald Bradley jr.  |
| Harry Myers       | Nat Franklin        |
| Marceline Day     | Laura Hall          |
| Jason Robards sr. | Dr. Bill Hall       |
| Charlotte Merriam | Elise Cooper        |
| Murray Kinnell    | Dr. Vincent Leonard |
| George Irving     | Donald Bradley sr.  |
| Cecilia Parker    | Rosie               |
| Almeda Fowler     | Mevrouw Bradley     |